# Florida State Road 878
Die Florida State Road 878 ist eine State Route im US-Bundesstaat Florida, die lokal auch als Snapper Creek Expressway bekannt und vollständig autobahnähnlich ausgebaut ist. Sie verbindet auf einer Länge von gut vier Kilometern südwestlich von Miami im Miami-Dade County die State Road 874 mit dem U.S. Highway 1. Die Straße wird von der Miami-Dade Expressway Authority betrieben.

## Streckenverlauf
Die SR 878 verzweigt sich in Sunset am Don Shula Expressway (SR 874) in Richtung Westen und kreuzt die State Road 973 an einer ersten Anschlussstelle, wo sie die Grenze zu Glenvar Heights erreicht. Anschließend überquert sie den Palmetto Expressway (SR 826) ohne Anbindung, um anschließend die SW 72nd Avenue an einer zweiten Anschlussstelle zu kreuzen und schließlich in den U.S. Highway 1 zu münden.

### Maut
Mautgebühren werden seit dem 17. Juli 2010 elektronisch erfasst. Die Schnellstraße besitzt westlich und östlich der State Road 973 jeweils eine Mautbrücke, an der in beiden Richtungen jeweils $0,40 ($0,25 mit SunPass) kassiert werden.

## Geschichte
Der Bau der Strecke begann 1971; im Jahr 1980 konnte sie schließlich nach fünfjähriger Verspätung fertiggestellt werden.